# Église presbytérienne de Mowbraytown
L'église presbytérienne de Mowbraytown est une église située à Brisbane au Queensland en Australie. Elle a été conçue par l'architecte Alexander Brown Wilson (en) et construite à partir de 1885 et complétée vers 1916. Elle a été inscrite au registre patrimonial du Queensland le 22 octobre 1993.